# NGC 2523
NGC 2523 este o interacțiune de galaxii situată în constelația Girafa. A fost descoperită în 7 septembrie 1885 de către Edward D. Swift⁠(d). Se află la o distanță de 51,09 de megaparseci de Pământ.